# In Hearing of Atomic Rooster
In Hearing of Atomic Rooster — третий студийный альбом британской рок-группы Atomic Rooster, выпущенный лейблом Pegasus в августе 1971 года. Переиздан в 1990, 1995, 2001 и 2004 годах с добавлением бонус-треков.

## Об альбоме
Диск поднялся до #167 в Billboard 200, а выпущенный незадолго перед выходом альбома сингл «The Devil’s Answer» (включенный в американское издание, но отсутствующий в оригинальном британском) достиг #4 в Британии.

## Список композиций

### Оригинальное британское издание
Сторона А
1. «Breakthrough» (Крейн, Pat Darnell) 6:18
2. «Break the Ice» (Канн) 4:59
3. «Decision/Indecision» (Крейн, Darnell) 3:50
4. «A Spoonful of Bromide Helps the Pulse Rate Go Down» (Крейн) 4:38

Сторона Б
1. «Black Snake» (Крейн, Darnell) 5:59
2. «Head in the Sky» (Канн) 5:38
3. «The Rock» (Крейн) 4:31
4. «The Price» (Крейн) 5:16

### Оригинальное американское издание
Сторона А
1. «Breakthrough»
2. «Break the Ice»
3. «Decision/Indecision»
4. «A Spoonful of Bromide Helps the Pulse Rate Go Down»
5. «Devil’s Answer» — U.S. Version with Pete French Overdubbed Vocals

Сторона Б
1. « Black Snake»
2. « Head in the Sky»
3. «The Rock»
4. «The Price»

## Участники записи
- Пит Френч — вокал
- Винсент Крейн — орган, фортепиано, синт-бас, бэк-вокал
- Джон Дю Канн — электрогитары
- Пол Хаммонд — ударные